# Iriney
Iriney Santos da Silva est un footballeur brésilien, né le 23 avril 1981 à Humaitá. Il évolue au poste de milieu défensif au Watford.

## Biographie
Le 24 juillet 2013 il rejoint Watford.

## Palmarès
- Bétis Séville
  - Vainqueur de la Liga Adelante en 2011.